# Sylvichadsia
Sylvichadsia Du Puy & Labat – rodzaj roślin z rodziny bobowatych (Fabaceae). Według The Plant List obejmuje co najmniej 5 gatunków. 

## Systematyka
Pozycja według APweb (aktualizowany system APG III z 2009)
Jeden z rodzajów plemienia Millettieae z podrodziny bobowatych właściwych (Faboideae) z rodziny bobowatych (Fabaceae) należącej do rzędu bobowców (Fabales) reprezentującego dwuliścienne właściwe.
Wykaz gatunków
| - Sylvichadsia grandidieri (Baill.) Du Puy & Labat - Sylvichadsia grandiflora (R.Vig.) Du Puy & Labat - Sylvichadsia grandifolia (R.Vig.) Du Puy & Labat - Sylvichadsia macrophylla (R.Vig.) Du Puy & Labat - Sylvichadsia perrieri (R.Vig.) Du Puy & Labat |